# Пуччо, Сальваторе
Сальваторе Пуччо (итал. Salvatore Puccio; род. 31 августа 1989, Менфи, провинция Агридженто, области Сицилия, Италия) — итальянский профессиональный шоссейный велогонщик, выступающий за команду Ineos Grenadiers.

## Карьера

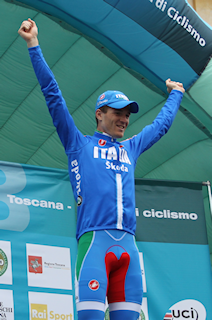
Сальваторе Пуччо на велогонке Джиро ди Тоскана в 2011

## Достижения
| ГК | Генеральная классификация |
| МК | Молодёжная классификация  |

## Статистика выступлений наГранд Турах
| Гранд Тур | 2013 | 2014 | 2015 | 2016 | 2017 |
| --------- | ---- | ---- | ---- | ---- | ---- |
| Джиро     | 73   | 98   | 68   | -    | 86   |
| Тур       | -    | -    | -    | -    | -    |
| Вуэльта   | сход | -    | 77   | 121  |      |